# 2899 Runrun Shaw
2899 Runrun Shaw је астероид главног астероидног појаса чија средња удаљеност од Сунца износи 2,262 астрономских јединица (АЈ).
Апсолутна магнитуда астероида је 13,5.